# 今日中国
《今日中国》（China Today），原名《中国建设》（China Reconstructs），是宋庆龄和伊斯雷尔·爱泼斯坦创办于1952年的月刊。
《今日中国》以中文、英文、西班牙文、法文、阿拉伯文、德文和土耳其文出版，目的是向中国以外的民众提升中华人民共和国及其政府的正面形象。
1952年，《中国建设》创办，伊斯雷尔·爱泼斯坦任主编。《中国建设》创办时为双月刊，1955年改月刊 。之后曾改名为《现代中国》。1990年，更名为《今日中国》。